# Miles Partain
Miles Partain (* 18. Dezember 2001 in Pacific Palisades, Los Angeles) ist ein US-amerikanischer Beachvolleyballspieler.

## Karriere Halle
Auf der Palisades High School führte Partain sein Team als Zuspieler durch drei Spielzeiten. 2021 wechselte er auf die UCLA. Ein Jahr später wurde er zum Mountain Pacific Sports Federation Spieler des Jahres gewählt und war einer der drei Finalisten des Lloy Ball Award, einer Auszeichnung der besten Zuspieler der National Collegiate Athletic Association. 2023 beendete der Kalifornier seine Hallenkarriere an der Universität während der Saison, um sich im Beachvolleyball für die Olympischen Spiele 2024 in Paris zu qualifizieren.

## Karriere Beach
Mit seinem etwas älteren Brüder Marcus bestritt Miles Partain sein erstes Beachturnier 2012 im Alter von zehn Jahren und nahm 2017 an der U21-WM in Nanjing teil. Schon während der High-School-Zeit trat er bei Wettkämpfen der AVP an. 2019 erreichte er mit dem fünften Rang in Chicago zum ersten Mal eine Top-Ten-Platzierung. Mit seinem Partner Paul Lotman gewann er ca. 2½ Monate später das NORCECA-Event in Ocho Rios in Jamaika. Nach weiteren Platzierungen unter den besten zehn Beachduos 2020 in Long Beach mit Ty Loomis, 2021 mit Avery Drost in Atlanta und Paul Lotman in Manhattan Beach erreichte Partain in September der gleichen Saison mit dem gleichen Partner in Chicago einen Podestplatz. Die beiden US-Amerikaner wurden Dritte.
Das folgende Spieljahr wurde zum erfolgreichsten in der bisherigen Karriere des aus Los Angeles stammenden Athleten. Nach vier Bronzemedaillen bei der AVP-Tour gewannen Lotman und Partain ihr erstes gemeinsames Turnier in Atlanta und standen zum Abschluss der AVP-Spielzeit des Jahres sowie ihrer Zusammenarbeit im Finale von Phoenix. Noch im gleichen Jahr gewann Miles Partain mit seinem neuen Partner Andy Benesh das FIVB-Challenge in Dubai. 2023 erreichten die beiden gebürtigen Kalifornier die Runde der letzten Acht in Itapema und das Halbfinale in Saquarema. Anschließend gewannen sie den AVP-Wettbewerb in Huntington Beach und die Bronzemedaille beim Elite16 in Ostrava. Der größte Erfolg ihrer Zusammenarbeit bis zu diesem Zeitpunkt gelang den US-Amerikanern jedoch in Gstaad, als sie sowohl in der Poolrunde als auch im Endspiel die Weltranglistenersten, Olympiasieger, Welt- und dreifachen Europameister Anders Mol und Christian Sørum in jeweils drei Sätzen besiegten. Beim Elite16-Endspiel in Montréal unterlagen Benesh/Partain den Norwegern. Bei den Weltmeisterschaften in Tlaxcala war für die US-Amerikaner nach dem Poolsieg und zwei weiteren Erfolgen in der Hauptrunde das Viertelfinale Endstation. 
Ihren nächsten Podestplatz bei der FIVB-Tour erkämpften sie erst im Juni 2024, als sie beim Elite16 in Ostrava im Kampf um Bronze ein weiteres Mal die Norweger Mol und Sørum bezwingen konnten. Nach dem Viertelfinaleinzug beim gleichwertigen Event in Wien überstanden sie bei den Olympischen Spielen sowohl die Gruppenphase als auch die erste Hauptrunde. Dann mussten sie sich jedoch gegen Cherif und Ahmed geschlagen geben und belegten somit auch bei dieser Veranstaltung den geteilten fünften Rang. Anschließend gewannen Benesh/Partain die AVP-Turniere in Atlanta und in Chicago.

## Rekorde
- Juli 2017 – Gemeinsam mit seinem Bruder Markus wurde Miles Partain in Hermosa Beach zum jüngsten Team sowohl im männlichen als auch im weiblichen Bereich, das jemals die Qualifikation eines AVP-Wettbewerbs überstand. Außerdem verbesserte er den Rekord des jüngsten Spielers aller Zeiten bei beiden Geschlechtern, der einen AVP-Hauptwettwerb erreichte, auf fünfzehn Jahre und sieben Monate. Der alte Rekord hatte bei den Frauen bei sechzehn Jahren und fünf Monaten sowie bei den Männern bei achtzehn Jahren und neun Monaten gestanden.
- Juli 2020 – Bei der zweiten Veranstaltung in Long Beach erreichten Partain und Ty Loomis den Hauptwettbewerb bei der amerikanischen Beachserie. Der Altersunterschied zwischen beiden betrug zweiundzwanzig Jahre, sieben Monate und siebzehn Tage. Das war der bis dahin größte Altersunterschied bei einem Duo, das ein AVP-Hauptfeld erreichte. Als Loomis sein erstes AVP-Turnier spielte, war Partain gerade einmal sechs Monate alt. Der Rekord wurde im Mai 2022 von einem anderen Beachpaar noch einmal übertroffen.
- Oktober 2022 – Miles Partain und Andy Benesh waren die ersten männlichen US-Amerikaner, die ein Turnier der Volleyball World Beach Pro Tour gewannen, die seit 2022 die FIVB World Tour ersetzt. Außerdem waren sie das erste Männerteam, das aus der Qualifikation heraus die Goldmedaille bei einem Challenge- oder Elite16-Event erhielt.[5]

## Auszeichnungen
- 2019 – AVP Rookie of the year
- 2022 – AVP Best Offensive Player
- 2022 – AVP Most Improved Player
- 2022 – AVP Most Valuable Player laut VolleyballMag.com[6]
- 2022 – AVP Best Defensive Player laut VolleyballMag.com

## Persönliches
Lisa und Peter Partain sind die Eltern von Miles. Sein älterer Bruder Marcus studierte und spielte Hallenvolleyball wie er an der UCLA und war lange Zeit auch sein Beachpartner. Vorbilder von Miles Partain sind Casey Patterson und Christian Sørum.